# Bregmaceros arabicus
Bregmaceros arabicus is een straalvinnige vissensoort uit de familie van doornkabeljauwen (Bregmacerotidae). De wetenschappelijke naam van de soort is voor het eerst geldig gepubliceerd in 1965 door D'Ancona & Cavinato.